# Mazraeh-ye Mohammad Hasan Falah Tafti
Mazraeh-ye Mohammad Hasan Falah Tafti (em persa: مزرعه محمدحسن فلاح تفتي, também romanizada como Mazra‘eh-ye Moḩammad Ḩasan Falāḩ Taftī) é uma aldeia do distrito rural de Faragheh, no condado de Abarkuh, na província de Yazd, Irã.